# Спондж Боб: Гъба беглец
„Спондж Боб: Гъба беглец“ (на английски: The SpongeBob Movie: Sponge on the Run) е игрална компютърна анимация от 2020 година, базиран по анимационния сериал от Nickelodeon, „Спондж Боб Квадратни гащи“. Режисьор и сценарист от разработчика на сериали и бивш сценарист Тим Хил, който е съавтор на историята с Джонатан Айбел и Глен Бъргър, това е първия анимационен филм в поредицата да бъде изцяло анимиран в стилизирания CGI вместо традиционната 2D анимация. Обикновения озвучаващ състав от сериала повтарят техните съответни роли и предишните филми, и сюжетът последва произхода как Спонджбоб се среща с охльова Гари, и приключението на Спонджбоб е да го спаси, преди да бъде отвлечен. Това е третия пълнометражен филм от сериала, последван от първия филм от 2004 година и втория филм от 2015 година. Филмът се посвещава от създателя на сериала, Стивън Хеленбърг, който почина през 2018 г.
Филмът е продуциран от Paramount Animation, Nickelodeon Movies и United Plankton Pictures, с анимация, предоставена от Mikros Image. Първоначално е предвиден за световно театрално издание от Парамаунт Пикчърс, плановете бяха променени поради пандемията от COVID-19. Филмът беше пуснат по кината на 14 август 2020 г. в Канада, и дигитално от Netflix в други територии на 5 ноември 2020 г., докато ще има първокласно видео по заявка и CBS All Access в САЩ в началото на 2021 година.

## Актьорски състав
Обикновения озвучаващ състав от сериала повтарят техните роли във филма.
| Изпълнител        | Роля                                      |
| ----------------- | ----------------------------------------- |
| Том Кени          | Спондж Боб Охльова Гари                   |
| Антонио Рол Комбо | Спонджбоб като дете                       |
| Бил Фейгърбаки    | Патрик Стар                               |
| Джак Гор          | Патрик като дете                          |
| Роджър Бъмпас     | Сепия                                     |
| Джейсън Маубаум   | Сепия като дете                           |
| Кланси Браун      | Г-н Рак                                   |
| Г-н Лоурънс       | Планктон                                  |
| Джил Тали         | Карън                                     |
| Каролин Лоурънс   | Санди Чийкс                               |
| Пресли Уилямс     | Санди като дете                           |
| Мери Джо Катлет   | Г-жа Пуф                                  |
| Лори Алан         | Перла Рак                                 |
| Мат Бери          | Крал Посейдон                             |
| Аукуафина         | Ото                                       |
| Киану Рийвс       | Мъдреца                                   |
| Снуп Дог          | Комаджията                                |
| Дани Трехо        | Ел Диабло                                 |
| Тифани Хадиш      | Тифани Хадък - Майсторката на церемониите |
| Реджи Уотс        | Канцлера                                  |